# Nowickia alpina
Nowickia alpina là một loài ruồi trong họ Tachinidae.